# Chameleon křovinný
Chameleon křovinný, Bradypodion thamnobates, je menší jihoafrický druh chameleona. V Úmluvě o mezinárodním obchodu s ohroženými druhy volně žijících živočichů a rostlin je zařazen do přílohy II.
Je to ještěr s velkou hlavou, tlama je široká a velké oči jsou pohyblivé nezávisle jedno na druhém. Přilba je v týlu zřetelně zvýšená. Tělo je bočně zploštělé, hřbetní hřeben je jednořadý, tvořený kuželovitými šupinami a táhne se po celé délce hřbetu až na  ocas. Hrdelní hřeben je velice nápadný, složený z plochých šupin s tupými konci, které se zvětšují směrem ke špičce čenichu. Silné nohy mají prsty srostlé v klíšťky, které jsou na hrudních končetinách tvořeny třemi vnějšími a dvěma vnitřními prsty, na pánevních končetinách je tomu naopak. Prsty jsou opatřené dobře utvářenými drápy. Ocas je dlouhý a ovíjivý. Dospělý samec dorůstá nejvíce 18 cm, samice jsou o trochu větší. Zbarvení je velice variabilní: samci jsou obvykle zelení s červenohnědou kresbou, samice bývají zeleně zbarvené nebo jsou hnědé s béžovou či červenohnědou kresbou.
Chameleon křovinný je endemit provincie KwaZulu-Natal v Jihoafrické republice, zde obývá území od řeky Mooi River po město Howick. Žije na keřích a na stromech, na zem slézá jen málokdy.
Žije samotářsky. Samec se samici dvoří kývavými pohyby, svolná samice odpovídá též kýváním, není-li k páření připravena, nafukuje se, hrozí s otevřenou tlamou a může být agresivní. Kopulace trvá asi 20 minut. Chameleon křovinný je živorodý, po asi čtyřměsíční březosti rodí samice 7-30 drobných mláďat. Rozmnožují se 1x do roka.

## Chov
Chameleona křovinného je možno chovat v párech ve větším pouštním teráriu.. Boční stěny je vhodné polepit korkem nebo kůrou, terárium by mělo být osázeno popínavými rostlinami a doplněno kameny a větvemi ke šplhání. Během léta se vhodná teplota v teráriu pohybuje mezi 25-28 °C, v zimě pak mezi 20-25 °C, po celý rok s nočním poklesem až o 10 °C oproti teplotě přes den. K udržení vhodné vlhkosti a k napájení chovaných ještěrů se terárium 1x denně rosí, výjimku tvoří terárium pro odchov mláďat, ta by se mohla v kapce vody utopit, proto se napájí jednotlivě pipetou.
V zajetí se chameleon křovinný krmí především cvrčky vhodné velikosti, dále přijímá sarančata, šváby, pavouky, mouchy a jiný přiměřeně velký hmyz, novorozená mláďata se krmí octomilkami a chvostoskoky.